# Saturnia
A Saturnia a rovarok (Insecta) osztályának lepkék (Lepidoptera) rendjébe, ezen belül a pávaszemek (Saturniidae) családjába tartozó nem.

## Rendszerezés
A nembe az alábbi 15-18 faj tartozik:
- Saturnia albofasciata (Johnson, 1938)[2] (egyesek a Calosaturnia nembe sorolják)
- Saturnia atlantica Lucas, 1848
- Saturnia cameronensis Lemaire, 1979
- Saturnia centralis Naumann & Loeffler, 2005
- Saturnia cephalariae (Romanoff, 1885) (néha az Eudia nembe sorolják)
- Saturnia cidosa Moore, 1865
- Saturnia cognata Jordan in Seitz, 1911
- Saturnia koreanis Brechlin, 2009
- Saturnia luctifera Jordan in Seitz, 1911
- Saturnia mendocino Behrens, 1876[3] (egyesek a Calosaturnia nembe sorolják)
- kis pávaszem (Saturnia pavonia) (Linnaeus, 1758) (néha az Eudia nembe sorolják)
- Saturnia pavoniella (Scopoli, 1763) (néha az Eudia nembe sorolják)
- Saturnia pinratanai Lampe, 1989
- Saturnia pyretorum Westwood, 1847
- nagy pávaszem (Saturnia pyri) (Denis & Schiffermüller, 1775)
- közepes pávaszem (Saturnia spini) (Denis & Schiffermuller, 1775) (néha az Eudia nembe sorolják)
- Saturnia taibaishanis Brechlin, 2009
- Saturnia walterorum Hogue & Johnson, 1958[4] (egyesek a Calosaturnia nembe sorolják)

### Fordítás
- Ez a szócikk részben vagy egészben  a   Saturnia (moth) című angol Wikipédia-szócikk ezen változatának fordításán alapul.  Az eredeti cikk szerkesztőit annak laptörténete sorolja fel. Ez a jelzés csupán a megfogalmazás eredetét és a szerzői jogokat jelzi, nem szolgál a cikkben szereplő információk forrásmegjelöléseként.